# Ninh Binh (provincie)

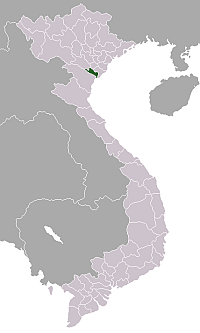
Mapa Vietnamu s vyznačeným Ninh Binhem (provincie)

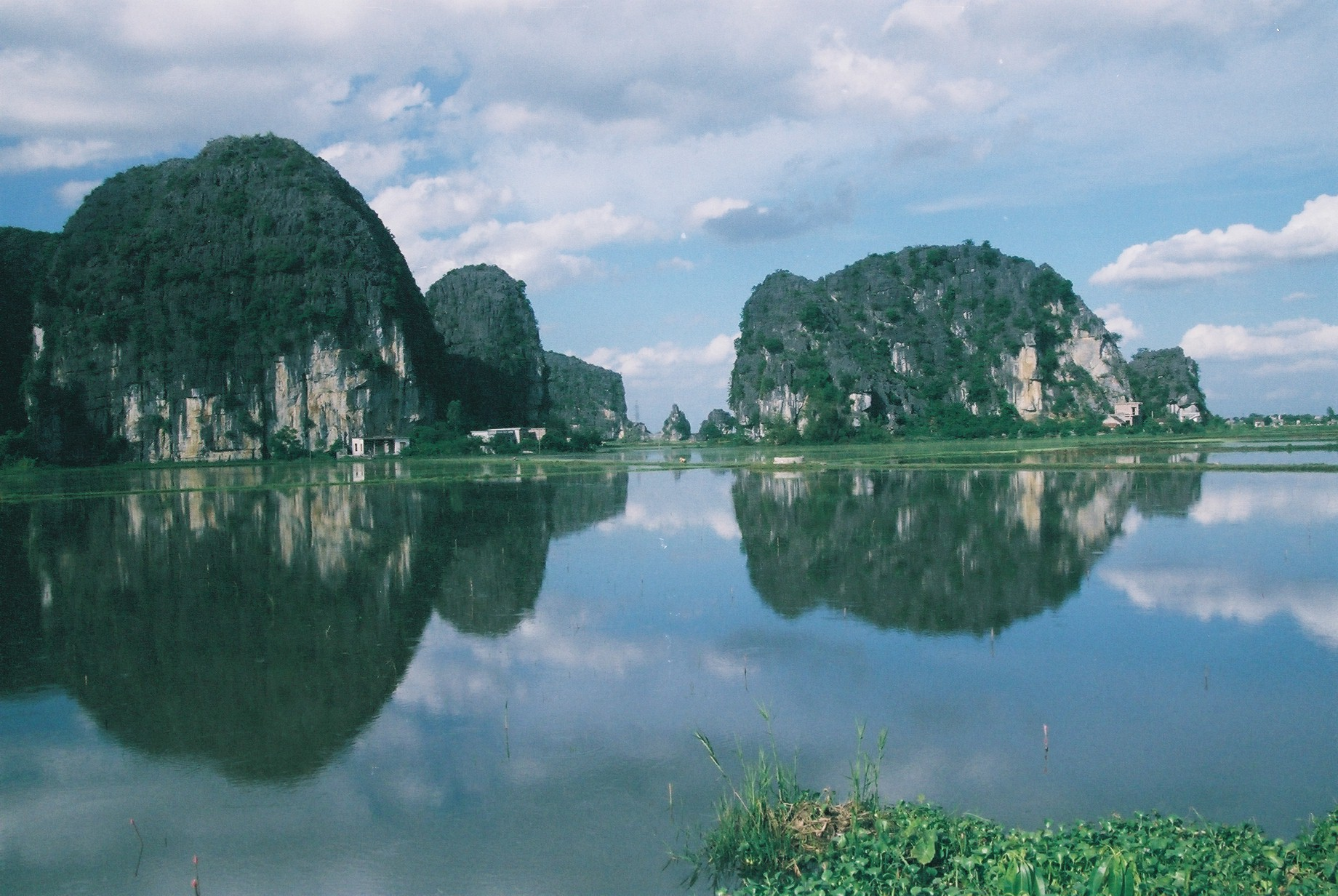
Krajina v Ninh Binh

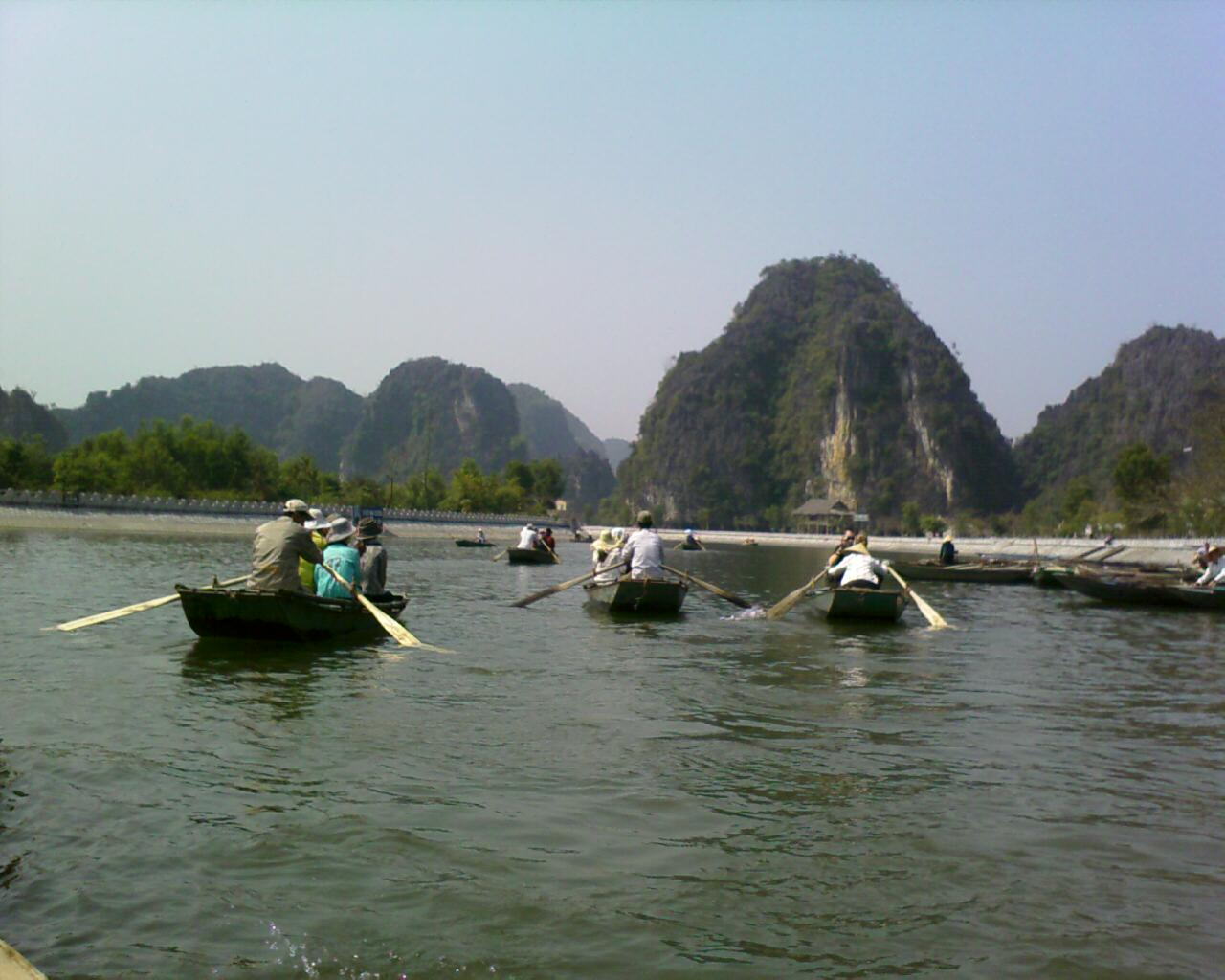
Plavba na lodičkách v Tam Cocu

Ninh Binh (čti: Niň Biň; vietnamsky Ninh Bình) je provincie ležící v severní části Vietnamu, mezi řekou Ma a Rudou řekou. Hlavním městem provincie je město Hoa Lư (dříve též nazývané Ninh Binh). Většinu obyvatel této nížinné provincie tvoří Vietové. Díky velkému množství vápencových skalisek vyčnívajících z jinak rovinaté krajiny, která jsou v řadě lokalit obklopena vodními plochami, je tato provincie vděčným cílem turistů. Přítomnost vápencových skal však zároveň vedla i ke zřízení značného počtu cementáren v této oblasti. Nedaleko od hlavního města provincie se nachází Hoa Lu (v. Hoa Lư), místo, které v letech 968-1010 sloužilo jako sídlo vietnamských králů.
- Hlavní město: Hoa Lư
- Rozloha: 1 411,78 km²
- Počet obyvatel: 891 800
- Průměrná teplota: 23,4 °C

## Rozdělení
Ninh Binh je rozdělení na dvě velká města (Hoa Lư a Tam Điệp) a 6 krajů:
- Gia Viễn
- Kim Sơn
- Nho Quan
- Yên Khánh
- Yên Mô

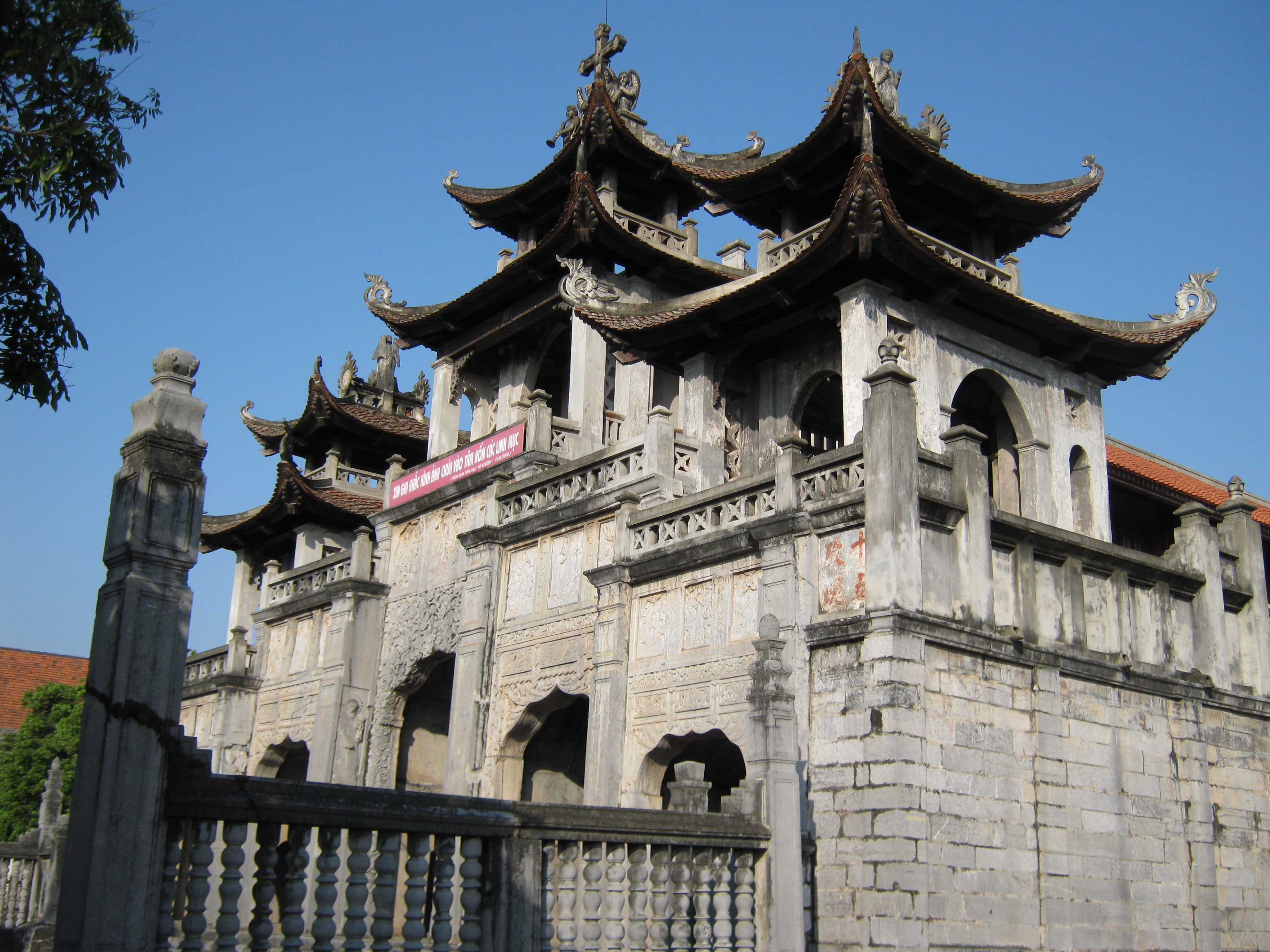
Phat Ziem-Ninh Binh
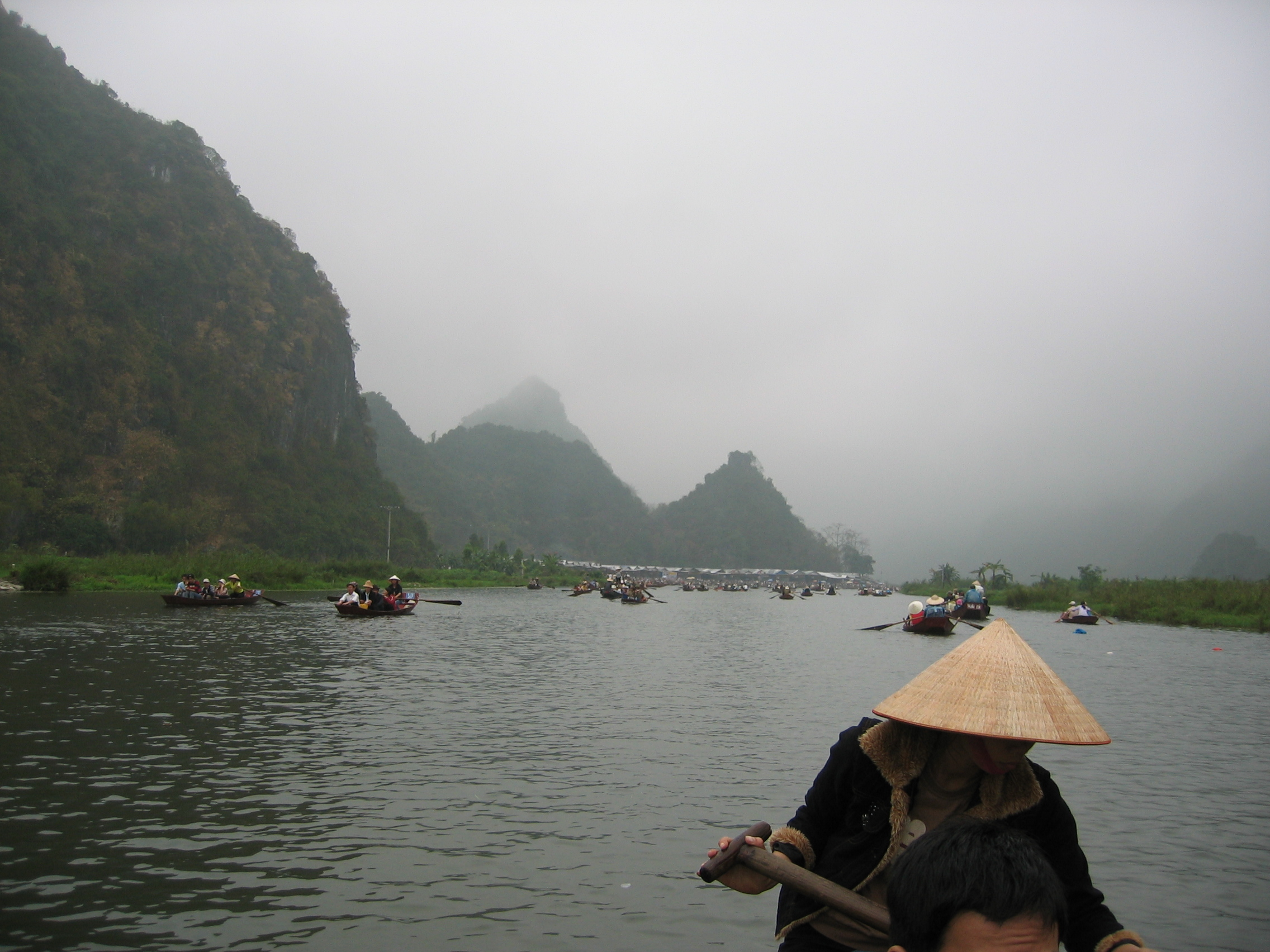
Tam Coc-Ninh Binh
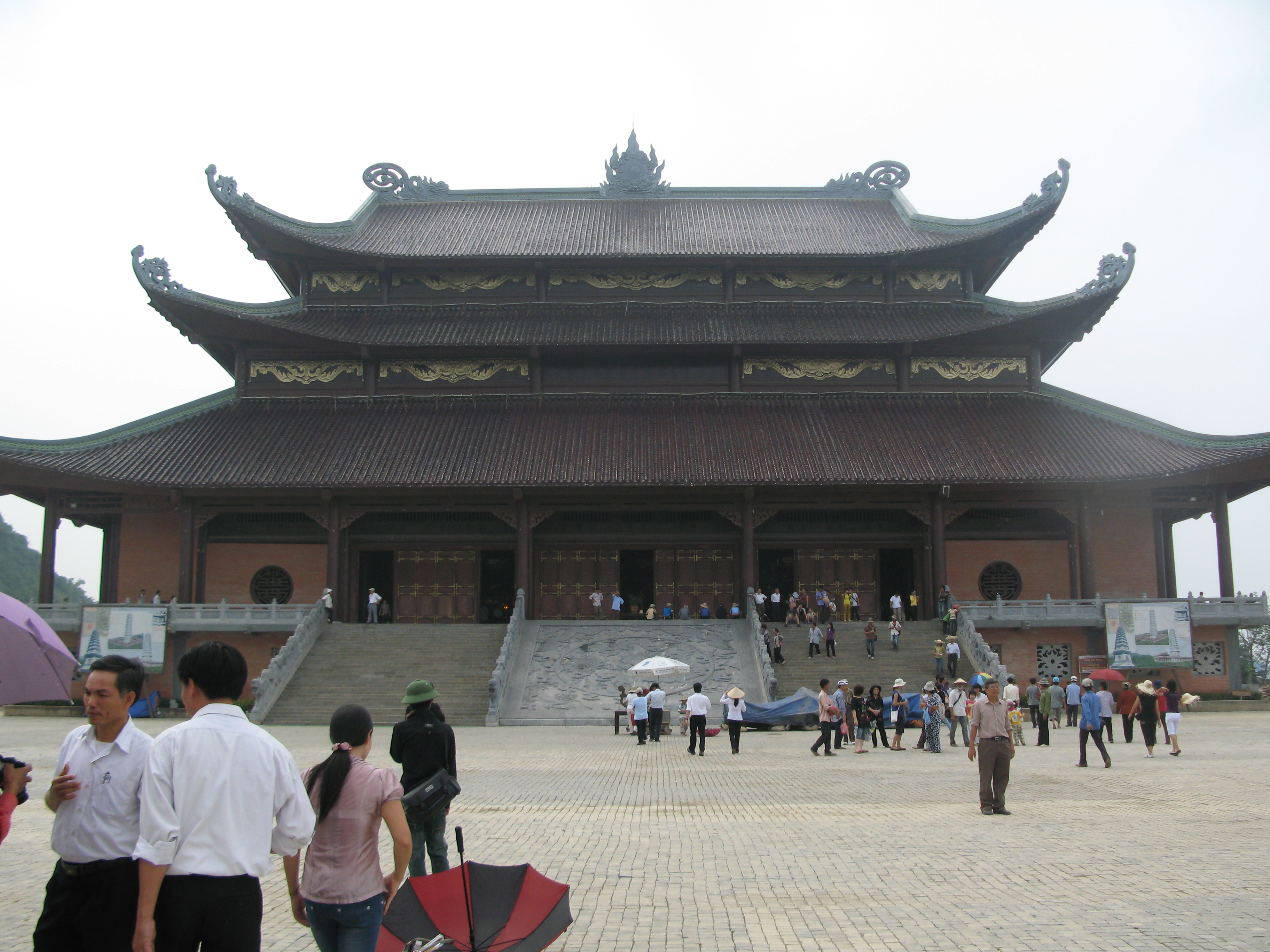
chrámový komplex Bái Đính -Ninh Binh
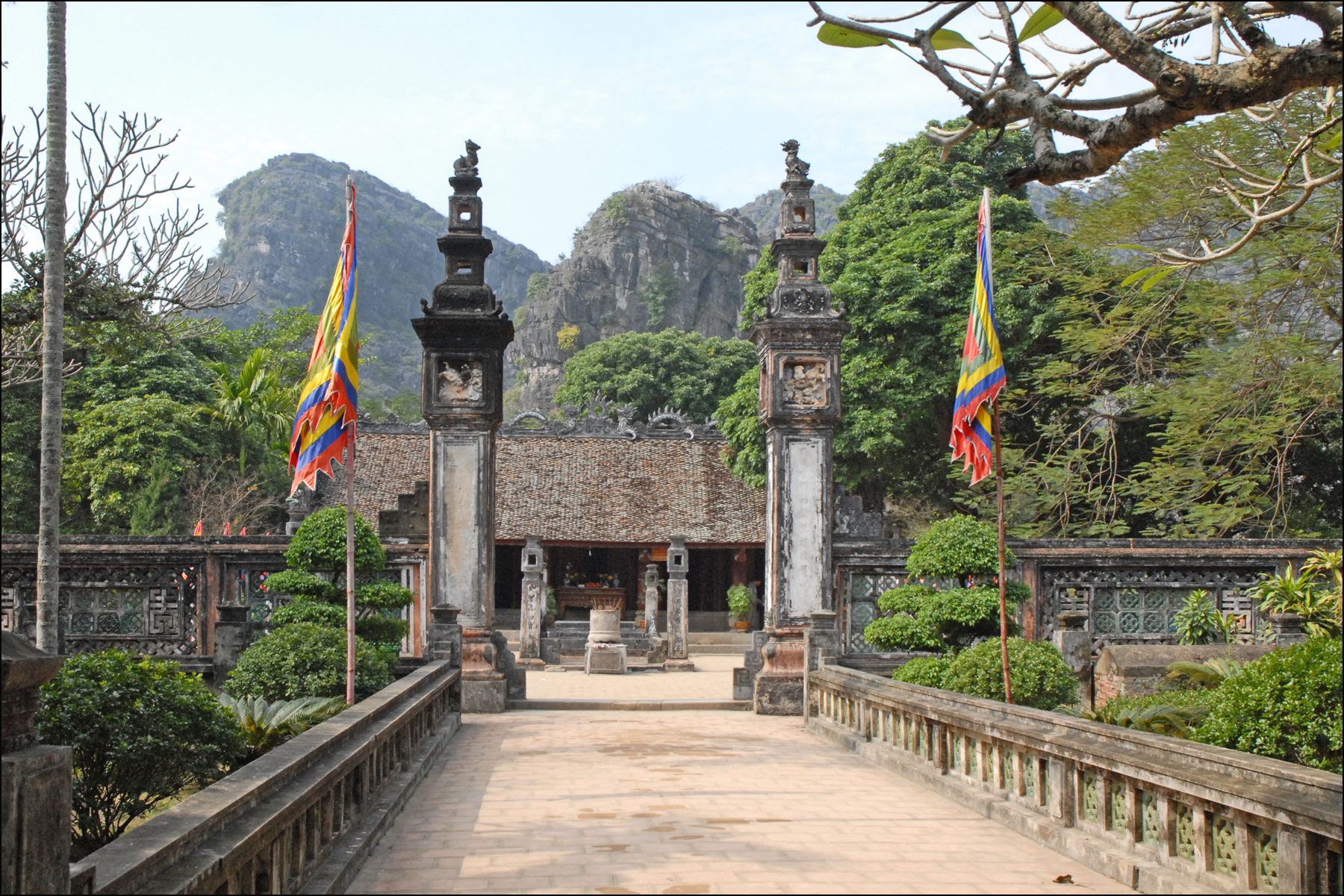
Hoa Lu - Ninh Binh
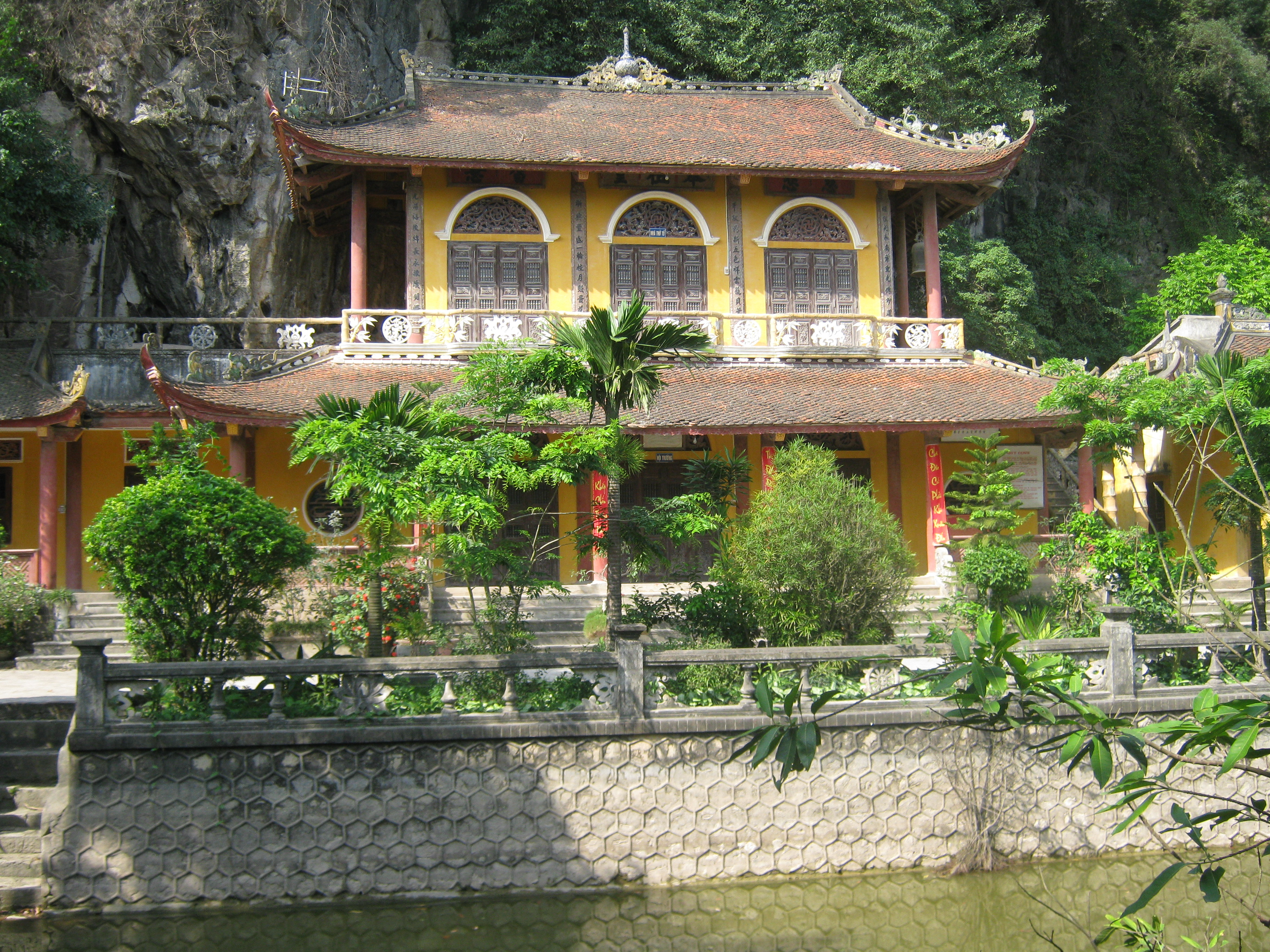
Dinh Long-Ninh Binh
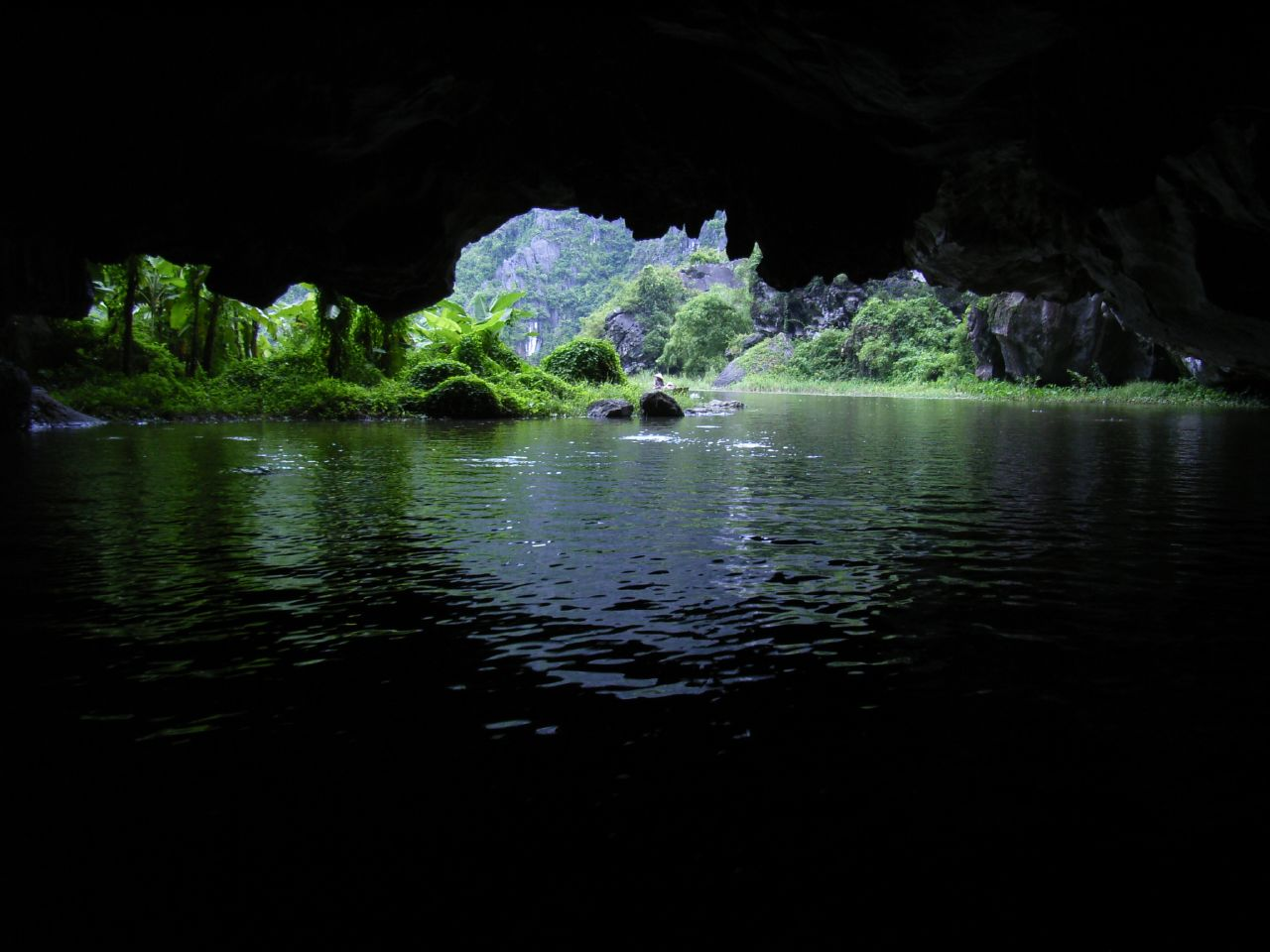
Tam Coc